# Ekondo Titi
Ekondo Titi – miasto w Kamerunie, w Regionie Południowo-Zachodnim. Liczy około 11 tys. mieszkańców.